# Мозер, Леннарт
Леннарт Мозер (нем. Lennart Moser; род. 6 декабря 1999, Берлин) — немецкий футболист, вратарь датского клуба Кольдинг.

## Клубная карьера
Футболом начал заниматься в пять лет в школе клуба «Грюнауер». В 2010 году перешёл в систему берлинского «Униона», с которым 2 мая 2017 года подписал свой первый профессиональный контракт, рассчитанный до середины 2021 года. Леннарт продолжал играть за молодёжную команду клуба, привлекаясь при этом к тренировкам с основой. 14 апреля 2018 года главный тренер Андре Хофшнайдер включил его в заявку главной команды на матч второй Бундеслиги с «Санкт-Паули».
В июле 2019 года на правах аренды перешёл в «Энерги» из Котбуса до конца сезона. Дебютировал в региональной лиге 27 июля в игре первого тура с «Альтглинике». Всего за команду Мозер провёл 16 матчей, в которых пропустил 25 мячей.
В начале 2020 года «Унион» отозвал молодого голкипера из «Энерги», в связи с тем, что договорился о новой аренде до конца сезона с «Серкль Брюгге». Соглашение предусматривает первоочередное право выкупа контракта бельгийской командой. Первую игру в Лиге Жюпиле сыграл 26 января с «Андерлехтом». Мозер пропустил 2 мяча, что позволило сопернику победить со счётом 2:1.

## Статистика выступлений

### Клубная статистика
| Выступление      | Выступление                       | Выступление      | Лига | Лига | Кубки | Кубки | Конт.кубки | Конт.кубки | Итого | Итого |
| Клуб             | Лига                              | Сезон            | Игры | Голы | Игры  | Голы  | Игры       | Голы       | Игры  | Голы  |
| ---------------- | --------------------------------- | ---------------- | ---- | ---- | ----- | ----- | ---------- | ---------- | ----- | ----- |
| Энерги           | Региональная лига «Северо-Восток» | 2019/20          | 16   | 0    | 1     | 0     | —          | —          | 17    | 0     |
| Энерги           | Итого                             | Итого            | 16   | 0    | 1     | 0     | 0          | 0          | 17    | 0     |
| Серкль Брюгге    | Лига Жюпиле                       | 2019/20          | 7    | 0    | 0     | 0     | —          | —          | 7     | 0     |
| Серкль Брюгге    | Итого                             | Итого            | 7    | 0    | 0     | 0     | 0          | 0          | 7     | 0     |
| Всего за карьеру | Всего за карьеру                  | Всего за карьеру | 23   | 0    | 1     | 0     | 0          | 0          | 24    | 0     |